# Zapotiltic
Zapotiltic es una localidad del estado mexicano de Jalisco. Es la cabecera del municipio de Zapotiltic.

## Demografía
| Gráfica de evolución demográfica |
|                                  |

| Censo | Población |
| ----- | --------- |
| 1900  | 3 869     |
| 1910  | 3 648     |
| 1921  | 4 605     |
| 1930  | 4 885     |
| 1940  | 5 522     |
| 1950  | 6 637     |
| 1960  | 9 023     |
| 1970  | 11 733    |
| 1980  | 14 552    |
| 1990  | 20 523    |
| 2000  | 22 092    |
| 2010  | 22 833    |
| 2020  | 27 260    |